# Illinois zászlaja
Az amerikai címerpajzson álló fehérfejű rétisas Illinois szövetségére utal az Unióval. A víz: a Michigan-tó. Az állam neve 1970. július 1-jén került a zászlóra.